# Szentantalfa, Veszprém
Szentantalfa  este un sat în districtul Balatonfüred, județul Veszprém, Ungaria, având o populație de 432 de locuitori (2011). 

## Demografie
Componența etnică a satului Szentantalfa
     Maghiari (90,5%)
     Germani (8,25%)
     Români (1,25%)
<div class="transborder" style="position:absolute;width:100px;line-height:0;
Componența confesională a satului Szentantalfa
     Romano-catolici (19,68%)
     Reformați (11,57%)
     Luterani (7,87%)
     Fără religie (4,4%)
     Necunoscută (56,48%)
     Alte religii (31,71%)
Conform recensământului din 2011, satul Szentantalfa avea 432 de locuitori. Din punct de vedere etnic, majoritatea locuitorilor (90,5%) erau maghiari, existând și minorități de germani (8,25%) și români (1,25%). Nu există o religie majoritară, locuitorii fiind romano-catolici (19,68%), reformați (11,57%), luterani (7,87%) și persoane fără religie (4,4%). Pentru 56,48% din locuitori nu este cunoscută apartenența confesională.